# Osama Khalaila
Osama Khalaila (in ebraico אוסמה ח'לילה‎?; in arabo أسامة خليلة‎?; 6 aprile 1998) è un calciatore israeliano, attaccante dell'Hapoel Akko.

## Caratteristiche tecniche
È un centravanti.

## Carriera

### Club
Cresciuto nel settore giovanile del Bnei Sakhnin, debutta in prima squadra il 6 maggio 2017 in occasione del match di prima divisione perso 5-1 contro il Beitar Gerusalemme.

### Nazionale
Ha giocato nelle nazionali giovanili israeliane Under-18, Under-19 ed Under-21.
Nel 2021 ha giocato una partita con la nazionale maggiore.

## Statistiche
Statistiche aggiornate al 4 giugno 2021.

### Presenze e reti nei club
| Stagione        | Squadra         | Campionato      | Campionato | Campionato | Coppe nazionali | Coppe nazionali | Coppe nazionali | Coppe continentali | Coppe continentali | Coppe continentali | Altre coppe | Altre coppe | Altre coppe | Totale | Totale | Totale |
| Stagione        | Squadra         | Comp            | Pres       | Reti       | Comp            | Pres            | Reti            | Comp               | Pres               | Reti               | Comp        | Pres        | Reti        | Pres   | Reti   |        |
| --------------- | --------------- | --------------- | ---------- | ---------- | --------------- | --------------- | --------------- | ------------------ | ------------------ | ------------------ | ----------- | ----------- | ----------- | ------ | ------ | ------ |
| 2016-2017       | Bnei Sakhnin    | LHA             | 2          | 0          | CI+TC           | 0               | 0               |                    | -                  | -                  |             | -           | -           | 2      | 0      |        |
| 2017-2018       | Bnei Sakhnin    | LHA             | 5          | 0          | CI+TC           | 1+2             | 0               |                    | -                  | -                  |             | -           | -           | 8      | 0      |        |
| 2018-2019       | Bnei Sakhnin    | LHA             | 14         | 0          | CI+TC           | 2+4             | 0               |                    | -                  | -                  |             | -           | -           | 20     | 0      |        |
| 2019-2020       | Bnei Sakhnin    | LL              | 32         | 13         | CI+TC           | 1+0             | 0               |                    | -                  | -                  |             | -           | -           | 33     | 13     |        |
| 2020-2021       | Bnei Sakhnin    | LHA             | 31         | 7          | CI+TC           | 3+2             | 0+2             |                    | -                  | -                  |             | -           | -           | 36     | 8      |        |
| Totale carriera | Totale carriera | Totale carriera | 84         | 20         |                 | 17              | 2               |                    | -                  | -                  |             | -           | -           | 101    | 22     |        |